# Parafia św. Katarzyny i bł. Marii Karłowskiej w Smogulcu
Parafia św. Katarzyny i bł. Marii Karłowskiej w Smogulcu – parafia rzymskokatolickia w dekanacie Kcynia diecezji bydgoskiej. Erygowana w 1415 roku.
We wsi Słupówka – dzisiaj Karłowo na terenie parafii 4 września 1865 urodziła się Maria Karłowska, założycielka Zgromadzenia Sióstr Pasterek.
Do parafii należą miejscowości: Chwaliszewo, Dobieszewo, Laskownica, Mieczkowo, Nowa Wieś Notecka, Słupowa, Słupowiec, Smogulec, Smogulecka Wieś.

## Grupy parafialne
Ognisko Misyjne, Służba Liturgiczna, Stowarzyszenie M.B. Patronki Dobrej Śmierci, Stowarzyszenie Wspierania Powołań Kapłańskich, Żywy Różaniec.